# Laevophiloscia longicaudata
Laevophiloscia longicaudata är en kräftdjursart som beskrevs av Wahrberg1922. Laevophiloscia longicaudata ingår i släktet Laevophiloscia och familjen Philosciidae. Inga underarter finns listade i Catalogue of Life.